# Impact de la crise des subprimes sur l'industrie automobile américaine
 (février 2016).
- Si vous ne connaissez pas le sujet, laissez ce bandeau (vous pouvez alors contacter les auteurs).
- Si vous supprimez le contenu mis en cause (vous pouvez préalablement contacter les auteurs),

argumentez précisément cette suppression dans la page de discussion
(un manque de référence n'est pas un argument ; une recherche réelle de référence doit avoir été effectuée, être formellement documentée).
La crise des subprimes a particulièrement touché l'industrie automobile américaine, déjà fragilisée par les évolutions des habitudes de consommation des américains. 
Les « Big Three », General Motors, Ford et Chrysler, ont plus ou moins bien résisté à cette crise en raison des différents choix stratégiques de leurs dirigeants en matière de financement et de production. Ford, qui avait mieux anticipé l'évolution du marché, a plutôt bien résisté, à l'inverse de General Motors qui, au bord de la faillite, a dû être nationalisé.

## Le mécanisme de la crise des subprimes

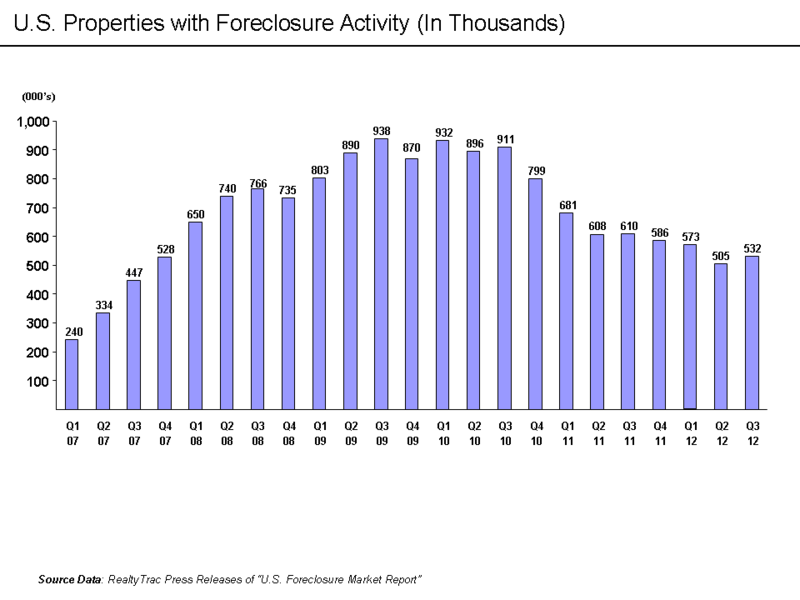
Graphique représentant le nombre de saisie immobilière aux États-Unis.

Depuis la fin de l'année 2006, les médias parlent fréquemment de la « crise des subprimes ».
Avant toute chose, il faut savoir que le terme « subprime » est l'abréviation de « subprime mortgage » qui signifie « prêt hypothécaire à risques » dont le développement au cours des années 2000 est à l'origine d'une bulle immobilière qui a éclaté entre 2006 et 2008.
Ces prêts étaient destinés à des ménages aux revenus modestes qui y ont massivement eu recours en raison d'un taux d'intérêt initialement très bas. Le montant du remboursement variaient cependant sur la durée de ce prêt accordé à taux variable. Le bien immobilier hypothéqué constituaient une garantie rassurante pour le prêteur compte tenu de la hausse du marché immobilier ainsi entretenue.
Des banques comme Lehman Brothers ont titrisé (transformé en titres négociables) ces prêts subprimes, dans lesquels elles ont elles-mêmes investi ou qu'elles ont proposé aux investisseurs sur les marchés financiers en raison d'un fort rendement,.
Certains investisseurs se sont donc endettés auprès des banques pour acheter un maximum de titres sur les prêts subprimes pour profiter d'un effet de levier, c'est-à-dire un mécanisme économique consistant à s'endetter pour augmenter les bénéfices potentiels d'une transaction.
Ces prêts se sont vu accorder la mention AAA par les agences de notation, c'est-à-dire qu'elles reconnaissaient ces investissements comme sûrs pour les investisseurs. Cela a eu pour effet d'augmenter encore la demande de ces titres et donc le nombre de crédits subprimes accordés.
Lorsque les taux d'intérêt ont augmenté à partir du milieu des années 2000, les ménages peu solvables n'ont plus été en mesure de rembourser leurs prêts. Les prêteurs ont donc saisi, puis mis en vente les bien immobiliers hypothéqués : comme l'offre de maisons augmentait, le prix de l'immobilier s'est effondré. Plus de 4 millions de ménages ont vu leurs maisons saisies entre 2007 et 2012. Un cercle vicieux s'est alors mis en place car même ceux qui avaient encore les moyens de rembourser leurs prêts ont cessé de payer, pour par exemple, ne pas avoir à rembourser un prêt de 300 000 dollars pour une maison qui n'en vaut plus que 90 000.
En résumé, la bulle spéculative de l'immobilier a explosé, provoquant une déflation sans précédent du cours de l'immobilier et des pertes énormes pour les investisseurs ayant investi dans les titres subprimes du fait des créances irrécouvrables.
Ces pertes massives d'argent ont parfois mené des banques à la faillite, notamment la banque « Lehmann Brothers » en septembre 2008.
L'éclatement de la bulle immobilière américaine a fragilisé les banques et affolé les marchés financiers, provoquant ainsi des difficultés de financement de l'économie et une récession.
Le rapport avec le secteur de l'automobile, s'il n'est pas flagrant, est réellement présent. En effet, les grands constructeurs automobiles dont General Motors, Chrysler ou Ford, qui constituent les Big three, produisent les véhicules à l'avance. La baisse du pouvoir d'achat des ménages entraîne une baisse importante des ventes de véhicules automobiles, provoquant une perte massive d'argent pour ces entreprises qui étaient déjà fragilisées.

## Impact de la crise des Subprimes sur le marché automobile des États-Unis
Tout d'abord, dans la première partie, nous étudierons l'état du marché automobile américain avant la crise, puis après la crise des subprimes.
Dans la deuxième partie, nous nous intéresserons à la raison pour laquelle la crise a mené à la faillite plusieurs entreprises automobiles, avec l'exemple de General Motors. Nous verrons d'abord ce qui a conduit au dépôt de bilan de l'entreprise, puis nous observerons comment la nationalisation a pu sauver l'entreprise et les emplois.
Enfin, dans la troisième partie, nous nous demanderons si la crise est une fatalité avec l'exemple de Ford, entreprise qui a réussi à éviter le pire grâce à l'anticipation de la crise, la compréhension des besoins futurs des consommateurs et des enjeux énergétiques et nous observerons le dénouement heureux qu'a connu cette entreprise.

## L'état du marché automobile américain

### Avant la crise des subprimes de 2008
Comme tout marché, le marché automobile américain subit des fluctuations.
De 1930 à la fin des années 1970, les « Big three » ont détenu près de 85 % du marché automobile des États-Unis, avec une pointe à 93 % en 1953. Dès 1950, l'ouverture du marché des États-Unis à la concurrence étrangère a progressivement mis un terme à cette toute-puissance des Big Three. À partir de 1980, quelques années après le second choc pétrolier de 1979, les Américains ont délaissé les grosses cylindrées et autres pick-up et 4×4 qui étaient devenus trop chers et trop consommateurs en carburant au profit de voitures importées d'Europe et du Japon qui étaient plus petites et moins gourmandes.
Après 1980, l'économie américaine autour du secteur automobile n'a cessé de décroître en raison de l'aggravation des inégalités sociales.
Le marché automobile américain a connu à nouveau un apogée entre 1990 et 2000, comme l'illustre le tableau ci-dessous qui montre l'évolution du taux de profit des principaux constructeurs américains par période de 1960 à 2000 (en %) avec un retour en grâce des grosses voitures de type 4x4 et SUV (Sport Utility Vehicle). 
|           | 60-73 | 74-82  | 83-92 | 93-00 |
| GM        | 17,96 | 10,47  | 6,62  | 26,58 |
| Ford      | 12,30 | 4,04   | 9,26  | 19,40 |
| Chrysler* | 8,17  | -21,46 | 15,77 | 18,52 |

Tableau à double entrée.
Les « Big three » ont continué à faire des profits jusqu'en 2005, c'est-à-dire jusqu'à l'éclatement de la bulle internet, une crise qui a touché les secteurs de l'informatique, qui a connu un progressif ralentissement de sa croissance.
Le marché américain a également été fragilisé par une course effrénée entre les constructeurs implantés aux États-Unis, à celui qui détiendra la plus grosse part du marché national. Pour ce faire, ils augmentent de façon inconsidérée la taille de leurs usines et leur production.
En résumé, le marché automobile américain était déjà sérieusement fragilisé avant la crise des subprimes dans un pays où l'automobile est un symbole de la bonne santé économique.

### Après la crise des subprimes de 2008
La crise des subprimes a été un désastre pour l'économie américaine concernant le marché automobile en réduisant fortement le pouvoir d'achat des américains. En effet, ce pouvoir d'achat était passé de 45 420 dollars à 43 236 dollars de 2007 à 2009. Les ménages américains, endettés par l'achat de biens immobiliers, ont réduit sensiblement leur consommation de voitures. À titre indicatif, le nombre de voitures vendues avant la crise de 2008 était d'environ 17 millions d'immatriculations par an. En 2008, ce chiffre est passé à seulement 10 millions d'immatriculations, ce qui a engendré une véritable crise du secteur de l'automobile.
Par ailleurs, en 2007, les « Big three » ne possédaient plus que 54 % du marché automobile américain. L'année suivante, le constructeur Japonais Toyota a pris la première place du marché et les géants déchus du marché automobile américain ont eu besoin de nombreuses aides gouvernementales pour tenter de sortir de cette ornière.
Après les années 2008 et 2009 qui avaient été catastrophiques pour la plupart des grands groupes américains, les « Big three » ont regagné du terrain face au géant japonais Toyota, en particulier General Motors qui, est repassé premier constructeur mondial en 2011 devant Toyota. Ce succès a été dû à une énorme cure d'austérité imposée par l’État.
En 2013, les exportations américaines de voitures ont explosé, se chiffrant à plus de 100 milliards de dollars, soit le double de ce qu'elles représentaient 10 ans auparavant.
Aujourd'hui, l'industrie automobile crée à nouveau des emplois à un rythme que les États-Unis n'ont plus vu depuis 15 ans. Plus d'un demi-million d'emplois ont été créés depuis le sauvetage du secteur par l’État fédéral en 2008.

### L'impact de la crise sur Détroit, capitale de l'industrie automobile américaine
La crise des subprimes a eu une influence non seulement sur les différents marchés qui composent l'économie des États-Unis, mais aussi sur un certain nombre de villes américaines, dont Détroit dans le Michigan.
Détroit était considérée autrefois comme le symbole de la prospérité américaine. Cette image est due à l'implantation historique des plus gros constructeurs automobiles comme Ford, Chrysler et General Motors. Détroit est également le berceau du Fordisme et du travail à la chaîne.
On peut donc dire que Détroit, parfois surnommée « motors city », est la ville des « Big three ». Or, lors des premières difficultés qu'a connu le secteur automobile, c'est-à-dire dans les années 1970, puis au moment de la crise des subprimes, la ville de Détroit a connu une forte hausse du chômage (le taux de chômage y a dépassé 50 %), de la criminalité, une baisse de la démographie accrue et une déchéance des services publics comme l'éclairage ou l'accès aux soins. La situation s'est détériorée jusqu'à atteindre des records en 2013, année au cours de laquelle la ville a été forcée de se déclarer en cessation de paiement, devenant ainsi la plus grande ville à avoir été en faillite dans l'histoire des États-Unis.
Même si Détroit connaissait déjà un taux de chômage et de criminalité élevé depuis 60 ans, la crise a tout de même eu des répercussions importantes sur la ville par le biais des entreprises automobiles qui y sont implantées. En revanche, depuis que les effets de la crise se dissipent et que les « Big three » reprennent des parts de marchés, la situation de Détroit s'est améliorée.
On peut donc dire que la bonne santé des entreprises détermine celle des villes où elles sont implantées.

## Une crise qui mène à la faillite: l'exemple de General Motors

### Un dépôt de bilan dû à des pertes énormes
General Motors est touché de plein fouet par la crise du marché américain. L'entreprise annonce en 2008 une perte d'environ 31 milliards de dollars, après une perte déjà record en 2007 de 44 milliards de dollars selon le blog de François Tessier appelé «leblogauto.com». Ce résultat montre bien la situation catastrophique dans laquelle se trouve General Motors. En prenant le cumul de 2006 à 2009, la perte nette de General Motors dépasse 82 milliards de dollars.
Ces pertes sont dues, en premier lieu, à une conséquente baisse du pouvoir d'achat due évidemment à la crise des subprimes. En juillet 2008, les ventes d'automobiles aux États-Unis ont atteint leurs plus bas niveau depuis 1996.
En second lieu, ces pertes sont dues à une augmentation des prix du pétrole qui est passé en 2007 de 72 dollars le baril à 100 dollars le baril en 2008, soit une hausse de 38 % en un an. Le prix du pétrole, en plus de faire baisser l'achat de voitures très consommatrices telles que les pick-up et les 4x4 qui étaient la principale production des « Big three », a influencé le « leasing ». Le leasing est une pratique courante aux États-Unis qui consiste à louer des voitures pendant une période donnée avec option d'achat. Ces voitures sont ensuite revendues sur le marché de l'occasion par les constructeurs. Le leasing représentait un moteur non négligeable pour les grands constructeurs. Avec l'augmentation du prix du pétrole, les clients ont rendu leurs gros pick-up, trop consommateurs en carburant, et les « Big three », notamment General Motors, se sont retrouvés avec un surplus de voitures d'occasion dont personne ne voulait et ont perdu les revenus énormes que générait le leasing.
General Motors a également perdu des sommes faramineuses à cause des retraites. En effet, les retraites sont, aux États-Unis, très peu mutualisées. L'entreprise prend en charge les retraites de ses employés dont l'espérance de vie s'allonge et qui sont de plus en plus nombreux. General Motors étant responsable directement de près de 600 000 employés et retraités, on peut aisément imaginer les coûts que cela représente pour l'entreprise qui a été victime de sa propre politique interne.
Rick Wagoner, le PDG de General Motors de 1998 à 2009, a été très critiqué pour la lenteur de sa réaction face à l'évolution du marché et la déficience de son plan pour redresser la situation une fois le changement identifié. Rick Wagoner est considéré aujourd'hui comme en partie responsable de ces pertes et donc de la faillite du groupe car ce sont ses choix de production et les dépenses excessives qu'il a effectué en 2006 qui ont coulé l'entreprise. Sa démission sera demandée par Barack Obama lors de l'intervention de l'État pour sauver General Motors.

### Des emplois sauvés grâce à la nationalisation
En 2007, alors que General Motors est dans une très mauvaise passe, l'entreprise a demandé à être placée sous la protection du Chapitre 11 du code des faillites. On qualifie General Motors de To big to fall, littéralement trop gros pour tomber. En effet, General Motors est d'une influence capitale pour les États-Unis : 92 000 salariés et environ 500 000 retraités sont sous la responsabilité financière de General Motors.
L'État fédéral a ainsi accordé une aide de 50 milliards de dollars à General Motors et a racheté trois quarts des parts de la société, entraînant de fait sa nationalisation (une entreprise est dite nationalisée quand l'État possède plus de 50 % des parts de cette entreprise).
Du fait que General Motors était possédée à 75 % par l’État américain, l'entreprise a écopé du surnom de « Governement Motors ». Ainsi, les plans de retraite et salaires des salariés ont pu être conservés grâce à la nationalisation. On peut dire que General Motors a été sauvé par les contribuables (citoyens qui ont payé des impôts).
En dépit des efforts mis en œuvre pour General Motors, la société a dû sacrifier sa marque historique et de prestige Pontiac et des milliers de postes.
À l'heure actuelle, l’État n'a toujours pas été remboursé de son investissement car il détient toujours 30 % de General Motors. Pour ne pas perdre d'argent, l’État devrait vendre les actions 53,07 $ alors qu'elles se vendent à seulement 25 $... Toutes ces dépenses de l’État pour sauver l'entreprise auraient pu être évitées si la direction de General Motors avait changé sa stratégie à temps.

## La crise n'est pas une fatalité pour les entreprises automobiles américaines: l'exemple de Ford

### Ford anticipe la crise
La crise n’est pas synonyme de faillite pour toutes les entreprises. L’exemple de Ford nous montre bien qu'il est possible de résister à une crise économique comme celle des subprimes. Si Ford s’en sort mieux, c’est que le groupe avait commencé à réviser son financement et sa structure avant la crise économique de 2008.
En effet, en 2006 Ford a eu un nouveau président : Alan Mulally, l’ancien PDG de la division Boeing Commercial Airplaines Group (la division commerciale du groupe Boeing). Alan Mulally avait prévu une crise des liquidités. Bien que le geste ait été contesté, le Président avait hypothéqué tous les actifs de Ford dès 2006 pour les retransformer en prêts de 23,6 milliards de dollars, ce qui lui a permis d’avoir davantage de liquidités. Ces liquidités ont par la suite permis à l'entreprise de tenir pendant la crise au moment où les banques avaient fermé le robinet du crédit, à l'inverse de General Motors ou Chrysler qui ont eu besoin d'aides gouvernementales massives pour s'en sortir. De plus, Ford avait déjà licencié des employés en plus de renégocier avec les syndicats les conditions salariales à la baisse. En tout, près de 30 000 postes ont été supprimés avant le début de la crise des subprimes..
À la suite de ces mesures, la production du groupe Ford a évidemment baissé : d'après un article de La régulation, seulement 13 000 véhicules ont été vendues fin 2006 contre 15 000 au début de l'année (Alan Mulally est devenu PDG de Ford en 2006).

### Une compréhension des enjeux énergétiques et des futurs besoins des consommateurs
Ford, s'adossant sur son expérience et sa gamme européenne, a également compris avant ses concurrents que l’avenir de l’automobile se situait dans les véhicules plus petits et moins énergivores, comme le modèle Ford Fiesta.
Alan Mullaly a donc restructuré les filiales de l’entreprise en vendant les marques Aston Martin, Jaguar et Land Rover, marques de luxes toutes jugées non stratégiques.
En temps de crise, ces types de voitures n'étaient que peu demandées et on a pu constater un effondrement du marché du 4x4, des pick-up et des SUV, d'où le choix du PDG de Ford de stopper leur production.

### Un dénouement heureux pour Ford
Les conséquences de la projection dans l’avenir de Ford sont positives. Dès le printemps 2009, Ford enregistrait des profits de 2,3 milliards de dollars, tandis que les analystes avaient prévu une perte de 1,5 milliard de dollars. Ces derniers annonçaient de bonnes perspectives pour Ford, et en effet, le groupe réalise en 2015 un bénéfice de 10,8 milliards de dollars.
Toutefois, Ford est encore aux prises avec une dette de 28 milliards de dollars. En perspective, Ford est le seul des Big Three à ne pas avoir frôlé la faillite aux États-Unis et l'entreprise conserve son image de visionnaire acquise depuis la création de l'entreprise par Henry Ford en 1903.

## Bilan

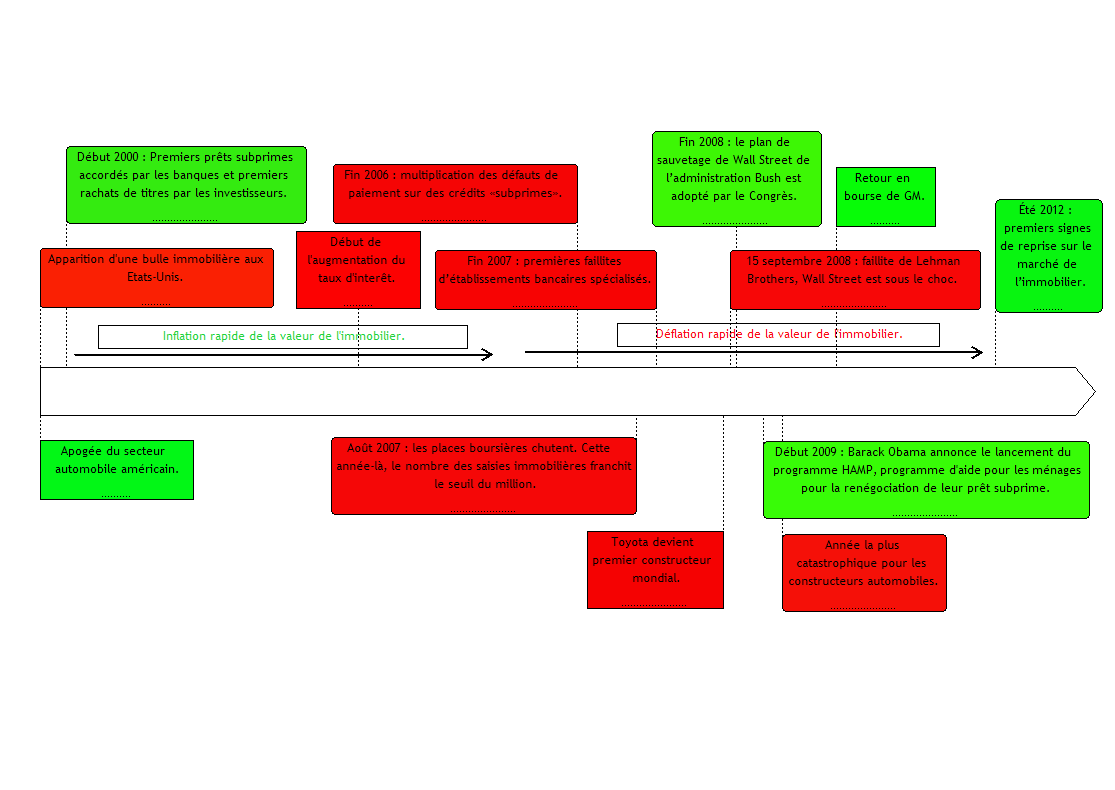
Frise chronologique de la crise des subprimes avec en vert les évènements positifs et en rouge les évènements négatifs.

La crise des subprimes a eu un impact considérable sur le marché automobile américain. L'influence de cette crise a été accentuée par le fait que le marché de l'automobile était déjà fragilisé auparavant par des rivalités entre constructeurs et une production qui correspondait de moins en moins à la demande des ménages américains. Même si la situation s'est beaucoup améliorée par rapport à 2009, les « Big Three » traînent aujourd'hui une dette colossale qui sera longue à rembourser.
Cette crise a conduit deux entreprises automobiles sur trois à être placées sous la protection du code des faillites : General Motors et Chrysler. Pour General Motors, cette faillite a été due à une mauvaise stratégie de la part du PDG de cette entreprise qui a préféré continuer une production de masse de pick-up, 4x4 et SUV au lieu de basculer leur production vers des véhicules plus légers et moins consommateurs en carburants comme l'a fait Ford. General Motors a heureusement pu s'en sortir grâce à une nationalisation à l'instar de plusieurs grandes banques américaines. Chrysler, qui s'est également retrouvé au bord de la faillite en 2007, a elle pu s'en sortir grâce à d'énormes aides gouvernementales.
Ford a certes pu traverser la crise sans demander d'aides gouvernementales et sans craindre la faillite grâce à la bonne stratégie de son PDG qui, à l'instar des entreprises européennes et japonaises, a su développer des voitures qui correspondraient à la future demande des ménages américains. Mais elle a échappé à ces affres en sacrifiant certaines des marques qui faisaient son prestige comme Jaguar ou Land Rover et en supprimant plusieurs dizaines de milliers de postes, notamment dans ses usines de Détroit, ce qui a contribué à la faillite de cette ville du Michigan.
On peut donc en conclure que les choix de stratégies des dirigeants des entreprises sont plus que déterminants pour l'avenir d'une entreprise, de surcroît en temps de crise, car ces choix peuvent aussi bien mener une entreprise à la prospérité qu'à la faillite. Dans les deux cas, la crise a été un coup dur porté à l'économie du secteur de l'automobile. Heureusement, les entreprises américaines se remettent de cette crise sans précédent et on observe de nouveau des records dans la vente de voitures aux États-Unis.
Le FMI craint une nouvelle crise financière venant d'une bulle spéculative venant paradoxalement du marché automobile. Christine Lagarde, Présidente du Fonds monétaire international, parle de « danger ». Cette révélation peut faire peur dans la mesure où on sait que si cette bulle venait à éclater, le marché automobile américain qui sort à peine des difficultés dues à la crise des subprimes sombrerait encore dans une période sombre qui pourrait être fatale aux « Big Three », trois entreprises symbole de la puissante économie américaine. Cette bulle spéculative automobile est donc à surveiller,,.